# Apple Watch
O Apple Watch (estilizado como  WATCH) é uma linha de relógios inteligentes criado pela Apple Inc., anunciado em 9 de setembro de 2014.  Seu lançamento ocorreu no dia 24 de abril de 2015, nos Estados Unidos. No Brasil foi lançado no dia 16 de novembro de 2015 e em Portugal lançado em 29 de janeiro de 2016. Ele possui a capacidade de rastrear exercícios físicos, recursos voltados para a saúde, comunicações sem fio e é integrado com o iOS e outros produtos da Apple para realização de algumas ações.
O Apple Watch foi lançado em 24 abril de 2015 no Estados Unidos e rapidamente tornou-se o dispositivo vestível mais vendido do mundo: 4,2 milhões de unidades foram vendidas no segundo trimestre do ano fiscal de 2015. Estima-se que até dezembro de 2020, cerca de 100 milhões de pessoas estavam usando um Apple Watch ativamente no pulso. A Apple, posteriormente, introduziu novas gerações do Apple Watch com componentes internos melhorados, adotando o título 'series' a cada novo modelo.
A cada nova Série lançada foram comercializadas múltiplas formas de personalização do dispositivo definidas pelo seu material, cor e pelo tamanho do relógio (exceto pelos modelos do Apple Watch Series 1 e SE, disponíveis apenas em alumínio). A partir do Apple Watch Series 3 também era possível escolher modelos de alumínio com rede móvel LTE, que vem de série com os outros materiais. A pulseira incluída no relógio pode ser customizada dentre várias opções oferecidas pela empresa. Existem também modelos de relógios de alumínio em parceria com a empresa Nike, o Apple Watch Nike, e um modelo em aço inoxidável em parceria com Hermès, o Apple Watch Hermès. Esses relógios possuem pulseiras, mostradores e complicações exclusivas de seus respectivos modelos.
O Apple Watch opera em conjunto com o iPhone do usuário para a realização de tarefas como para configuração do relógio e a sincronização de dados com os aplicativos do celular. Apesar disso, ele também pode se conectar separadamente a uma rede Wi-Fi para algumas ações que dependem da conexão com a internet, como envio de mensagens e streaming de música. Os modelos equipados com conexão móvel podem usar uma rede celular para executar chamadas, enviar mensagens de texto ou usar os aplicativos que demandam o uso de uma conexão de internet, reduzindo a dependência do relógio com o iPhone. A partir de setembro de 2020, os novos Apple Watches vem com o watchOS 7 pré-instalado e exigem um iPhone rodando o iOS 14 que está disponível para o iPhone 6S ou modelos posteriores.

## Desenvolvimento
O objetivo do relógio da Apple era complementar a usabilidade de um iPhone, adicionando novas funções e libertar as pessoas de seus telefones. Kevin Lynch foi provocada pela Apple para tornar a tecnologia wearable para o pulso. Ele disse: "As pessoas estão levando seus telefones com eles e olhando todo momento para a tela. As pessoas querem que o nível de engajamento. Mas como podemos fornecê-lo de uma forma que é um pouco mais humano, um pouco mais no momento em que você está com alguém? " O relógio Apple trabalha conectando via Bluetooth ao telefone e acesso a quaisquer aplicativos compatíveis relógio armazenados no dispositivo móvel. processo de desenvolvimento da Apple foi realizada muito em segredo até que um artigo da Wired revelou como algumas decisões de design internas foram feitas.

## Especificações técnicas

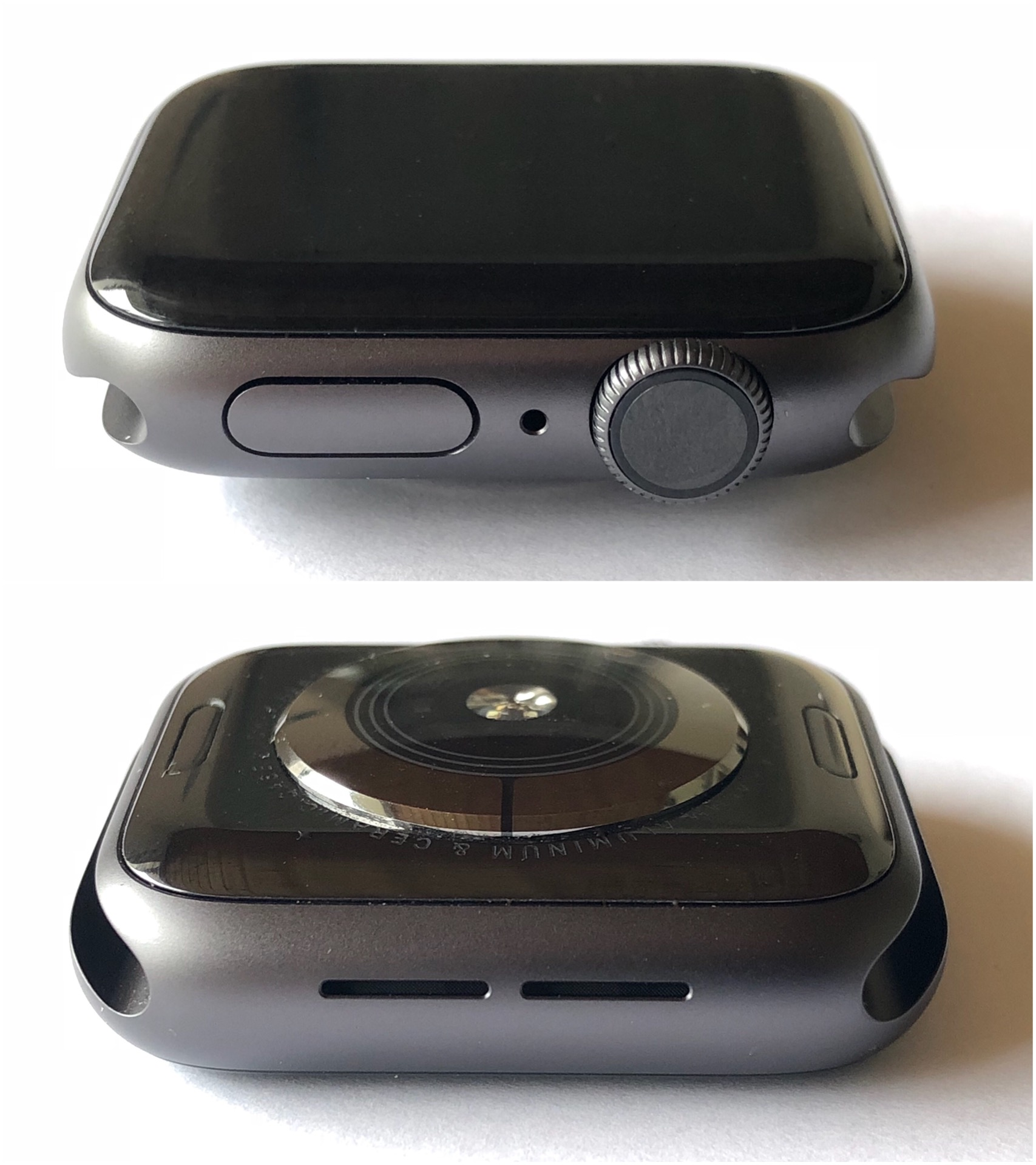
Apple Watch Series 4 (caixa de 40mm, cinza espacial)

### Design
A cada nova série de Apple Watch é oferecida múltiplas formas de personalização que podem ser pelo material da caixa do relógio, cor e tamanho, com pulseiras especiais e mostradores disponíveis para certas variantes como Nike e Hermès, que também são acompanhados por outros acessórios exclusivos, como discos de carregamento de aço inoxidável, embalagens premium e pulseiras de cores exclusivas.
Originalmente no lançamento, o Apple Watch foi comercializado em 3 coleções, com o estojo feito de diferentes materiais:
- Apple Watch Sport (caixa de alumínio)
- Apple Watch (caixa de aço inoxidável)
- Apple Watch Edition (originalmente foi lançado como caixa de ouro de 18 quilates e atualmente outros materiais são utilizados nos novos modelos)

A partir da Série 2, a Apple retirou o apelido "Sport" da marca (além das pulseiras esportivas). A marca "Apple Watch Edition" ainda existe mas agora utiliza materiais de cerâmica ou titânio

### Tamanho
Desde o início, o Apple Watch tem sido disponibilizado em dois tamanhos, que afetam a sua resolução e o tamanho de tela. O tamanho menor no lançamento era de 38 mm (1,5 in), referindo-se à altura aproximada da caixa do relógio e o tamanho maior era de 42 mm (1,7 in). A partir da Série 4, os dois tamanhos aumentaram para 40 mm (1,6 in) (menor) e 44 mm (1,7 cm) (maior).  Os tamanhos nominais mudaram novamente com a introdução da Série 7: 41 mm (1,6 in) (menor) e 45 mm (1,8 in) (maior).
A forma da caixa e a largura do relógio não mudou significativamente desde o seu lançamento, por isso todos os acessórios personalizáveis são compatíveis com qualquer Apple Watch da mesma classe. As pulseiras que se encaixam na classe de tamanho menor (38 mm, 40 mm e 41 mm) e classe de tamanho maior (42 mm, 44 mm e 45 mm) são geralmente intercambiáveis dentro da classe. A carcaça do relógio inclui um mecanismo para permitir que o usuário altere as correias sem ferramentas especiais.

### Botões e sensores
O relógio utiliza a "Coroa Digital" de um lado que pode ser usada para rolar ou ampliar o conteúdo na tela, e quando pressionado retorna à tela inicial. Ao lado da coroa (do mesmo lado do relógio) está o Botão Lateral, que pode ser usado para exibir aplicativos usados recentemente e acessar o Apple Pay, que é usado para pagamentos. O relógio também apresenta uma tela sensível ao toque; antes da Série 6/SE, a tela incluía a tecnologia Force Touch. O Force Touch foi removido fisicamente no Series 6 e no Watch SE, e foi desativado via software no Watch Series 5 e nos modelos anteriores que suportam watchOS 5.

## Tecnologia

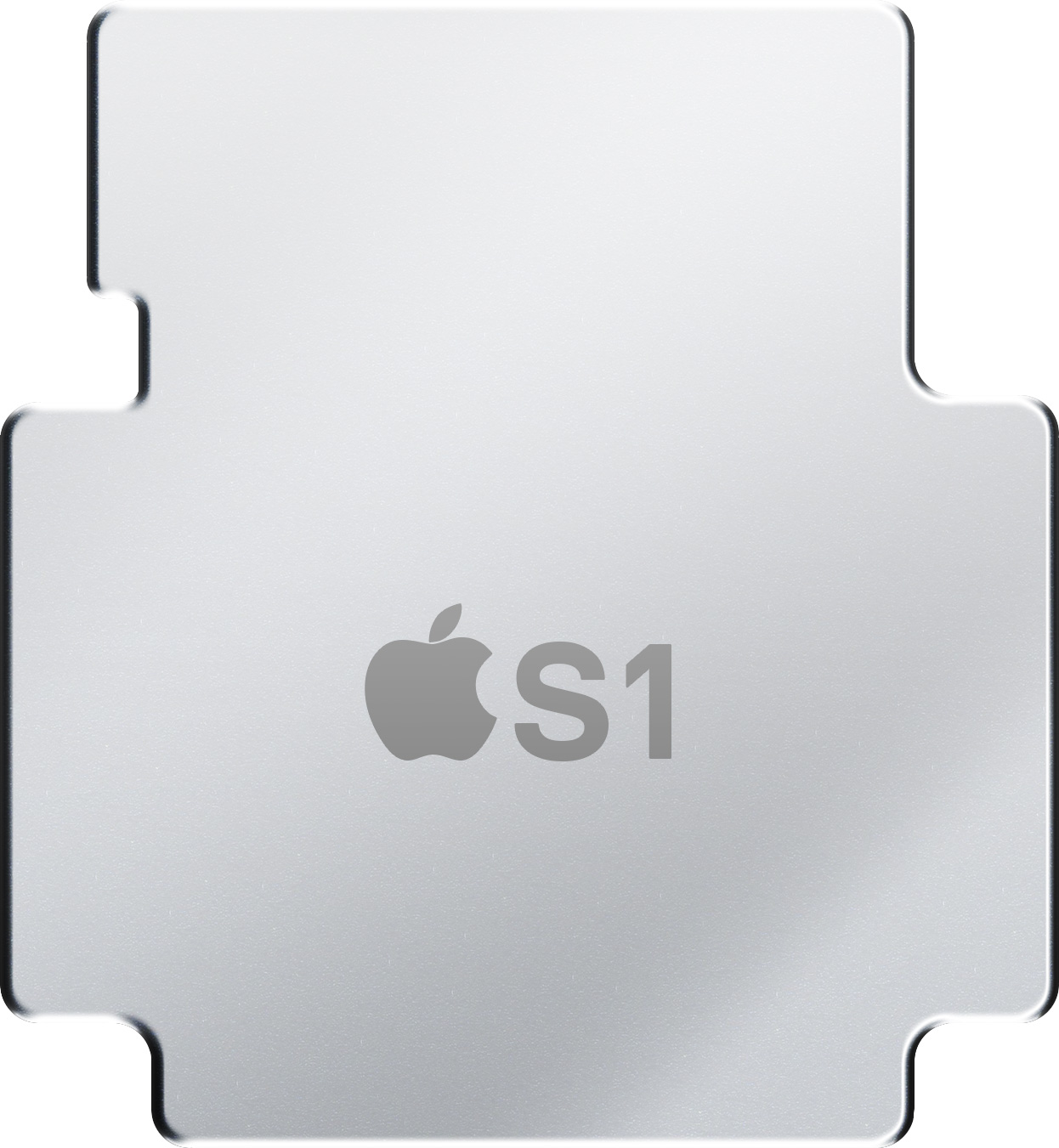
Parte de fora do S1, processador do Apple Watch.

Seu funcionamento só é possível associado a um iPhone 5 ou posterior. Para emparelhar o dispositivo com o iPhone, a Apple lançou um aplicativo nativo do iOS, lançado no iOS 8.2, onde é possível configurar e carregar aplicativos do relógio. O Apple Watch usa o novo chip da Apple, o Apple S1, anunciado como "uma arquitetura de um computador inteiro em um único chip". Ele também usa um atuador linear chamado de "Taptic Engine" que produz vibrações quando um alerta ou uma notificação é recebida. O relógio é equipado com um sensor de batimentos cardíacos, que usa ao mesmo tempo luz infravermelho e luz visível de LEDs e fotodiodos.
O relógio é compatível com o iPhone 5, iPhone 5C, iPhone 5S, iPhone 6, iPhone 6 Plus, iPhone 7 e iPhone 7 Plus rodando o iOS 8.2 ou posteriores, conectado via Wi-Fi ou Bluetooth.
O Apple Watch irá funcionar com o Apple Pay, serviço de pagamento móvel introduzido no mesmo evento do smartwatch.

## Modelos

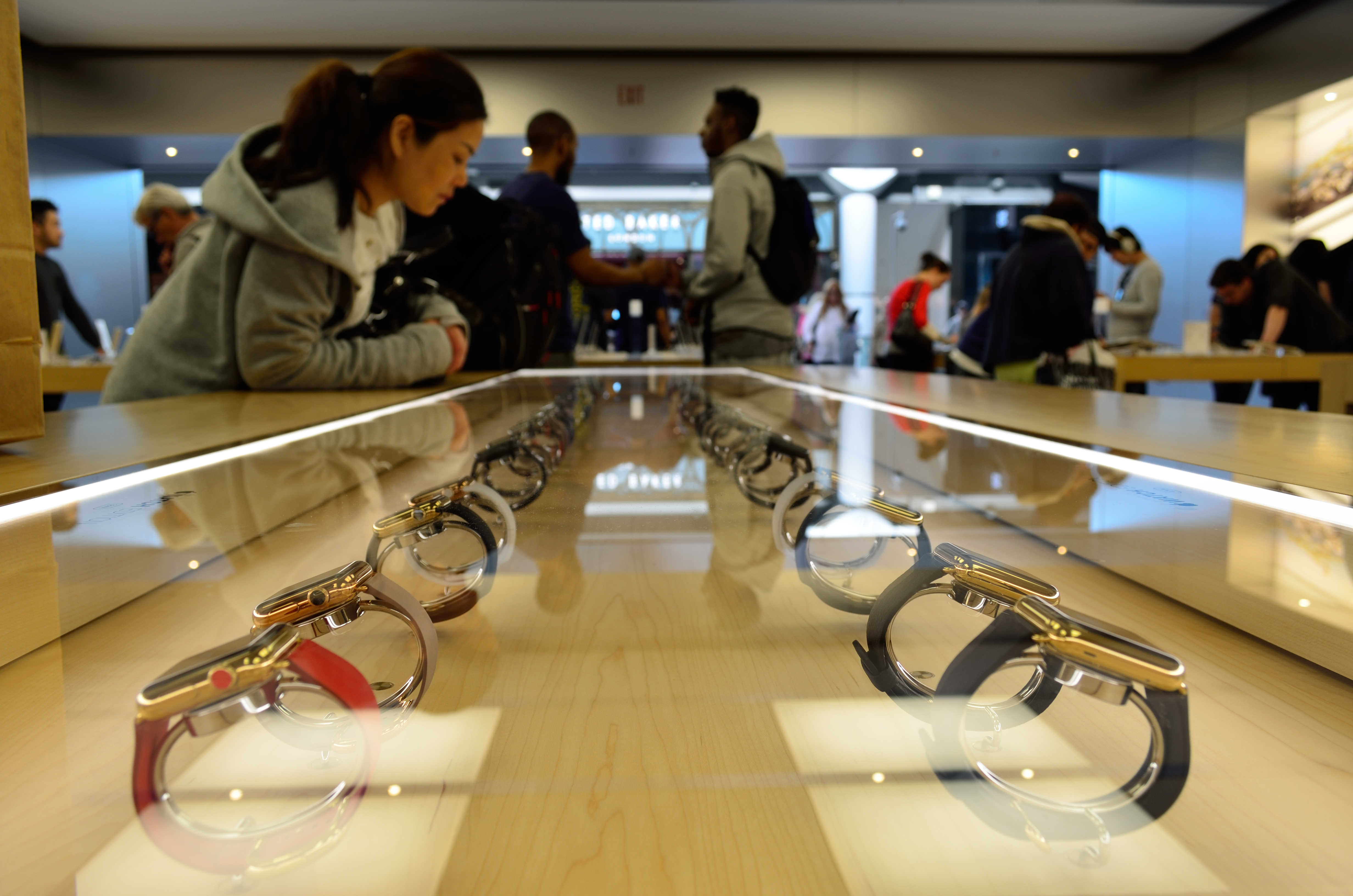
Um display Apple Store que apresenta vários modelos do Apple Watch

Os modelos dos relógios da Apple Watch são divididos em três coleções; Apple Watch Sport, Apple Watch, Apple Watch Edition. Eles são diferenciados pelos materiais de cada utilização; Sport apresenta alumínio, Apple Watch e Apple Watch Hermès usam aço inoxidável, e Apple Watch Edition usa ouro 18 quilates. Cada modelo tem versões com 38 e 42 mm; os modelos de 42 mm tem uma tela ligeiramente maior e bateria. Cada modelo tem várias opções de cores e banda.
Os mais atuais e ainda vendidos no mercado são: Apple Watch Series 9, Apple Watch SE e Apple Watch Ultra 2.

## Mercado
Nos EUA, a Apple é a principal marca de smartwatches, segundo dados de uma empresa de pesquisa, detendo 50% do mercado, em dezembro de 2016. Com o lançamento do Apple Watch Series em setembro daquele ano, e a manutenção do modelo anterior, o Series 1, entre os aparelhos disponíveis para compra, pode ter influenciado positivamente essa presença de mercado.